# The Dungeon of Doom
Il Dungeon of Doom è stata una stable di wrestling attiva nella World Championship Wrestling dal 1995 al 1997.
A causa della pessima recitazione, delle situazioni e gimmick esagerate ed improbabili, e del generale senso del kitsch che pervase le storyline, viene spesso indicata come uno dei punti più bassi mai raggiunti dal wrestling professionistico statunitense.

## Storia

### Origini
Il Dungeon of Doom venne ideato come un'alleanza tra wrestler nata dall'odio di Kevin Sullivan verso Hulk Hogan e tutto quello che egli rappresentava, con l'intenzione di eliminare l'"Hulkamania" dalla WCW. La stable era la diretta continuazione del precedente gruppo di Sullivan, i 3 Faces of Fear.
Quando Sullivan sconfisse The Man with No Name a Slamboree nel 1995, The Master disse a Sullivan che egli era il "Taskmaster" ("sorvegliante supervisore") del Dungeon of Doom e che l'obiettivo primario era "distruggere" Hogan e l'Hulkamania che come un morbo stava diffondendosi in WCW dopo aver dominato per anni la WWF/E. Il gruppo inizialmente era costituito da lottatori con gimmick bizzarre e "orrorifiche" come The Shark (in precedenza "Avalanche"), Kamala "The Ugandan Giant", The Zodiac (in precedenza "The Butcher"), Meng (guardia del corpo del Col. Robert Parker) e Big Van Vader. Al gruppo si unirono poi The Giant, che, nella storyline, asseriva di essere il figlio di André the Giant in cerca di vendetta su Hogan a causa della sconfitta subita dal padre per mano di Hulk diversi anni prima.

### Combattendo l'Hulkamania
Il feud tra il Dungeon of Doom e Hulk Hogan portò ad un WarGames Match svoltosi all'evento Fall Brawl '95 dove Hogan, Randy Savage, Lex Luger e Sting sconfissero Kamala, The Zodiac, The Shark e Meng. La stipulazione del match prevedeva che, in caso di vittoria, Hogan avrebbe avuto a disposizione 5 minuti nel ring da solo con Sullivan dentro alla gabbia. Tuttavia, The Giant salì sul ring ed attaccò Hogan, infortunandolo al collo (kayfabe).
Dopo l'aggressione ai danni di Hogan, venne pianificato un match per il titolo WCW da disputarsi al ppv Halloween Havoc. Prima di salire sul ring, Hogan e The Giant decisero di affrontarsi in un "Sumo Monster Truck Match" sul tetto della Cobo Hall. Hogan vinse il Sumo Match e successivamente i due iniziarono una rissa sul tetto, che terminò con la caduta di The Giant direttamente nel fiume Detroit dall'alto dell'edificio. Quando fu il momento del match vero e proprio tra i due, The Giant si presentò comunque sul ring come se niente fosse accompagnato da Kevin Sullivan, e non venne data nessuna spiegazione su come potesse essere sopravvissuto alla caduta. The Giant vinse l'incontro per squalifica quando il manager di Hogan Jimmy Hart colpì l'arbitro con il suo megafono. La sera stessa vide il debutto di un nuovo membro del Dungeon, The Yeti. Egli fu tolto da un blocco di ghiaccio e si rivelò essere inspiegabilmente una mummia che salì sul ring nel post-match, fasciato di tutto punto, e si unì a The Giant nell'eseguire un Bearhug congiunto su Hogan. La mossa fu eseguita in maniera così poco convincente da The Yeti che invece di un attacco, fece sembrare che egli stesse sodomizzando Hogan piuttosto che assalirlo. La sera seguente, Hart rivelò di aver fatto aggiungere al contratto del match una clausola speciale attraverso la quale il titolo sarebbe passato di mano anche attraverso una vittoria per squalifica, confermando quindi che il nuovo WCW Champion era da considerarsi The Giant. Infine, confermò di essere diventato il manager del Dungeon of Doom e di aver abbandonato Hogan.
A causa della natura controversa della conquista del titolo da parte di The Giant, la cintura venne resa vacante e fu organizzata una Three Ring, 60 man battle royal che avrebbe decretato il nuovo campione da disputarsi a WCW World War III. La faida tra Hulk Hogan e il Dungeon of Doom dominò la battle royal, ma alla fine fu Randy Savage a prevalere, aggiudicandosi il titolo eliminando per ultimo One Man Gang (membro del Dungeon). Il feud proseguì fino all'evento SuperBrawl VI. Durante questo periodo, al Dungeon si unirono Loch Ness, Hugh Morrus e Big Bubba Rogers. A SuperBrawl VI, Hogan sconfisse The Giant in uno Steel Cage Match ponendo fine alla rivalità tra i due.

### Declino
Nella primavera del 1996, Hogan rivelò che l'uomo conosciuto come "The Zodiac" era in realtà una spia intrufolatasi tra le file del Dungeon dietro suo ordine. La rivelazione trasformò Zodiac in "Booty Man", alleato di Hogan e Randy Savage nella guerra contro la fazione denominata "Alliance to End Hulkamania" (che comprendeva, oltre a svariati membri del Dungeon, anche Ric Flair e Arn Anderson), che divenne più rilevante nella storyline rispetto al Dungeon of Doom stesso che perse gradualmente di importanza. Hogan e Savage sconfissero l'Alliance to End Hulkamania a Uncensored in un Tower of Doom Steel Cage. Dopo la sconfitta, i membri del Dungeon spostarono la loro attenzione verso altri avversari. Il feud tra il Dungeon e i Four Horsemen, insieme alla defezione di The Giant e Big Bubba che passarono all'nWo, portò all'inevitabile collasso del Dungeon. Chris Benoit sconfisse Sullivan in un Retirement Match a Bash at the Beach 1997 dopo che Jacqueline aveva tradito Sullivan colpendolo in testa con una sedia d'acciaio. Jimmy Hart avrebbe continuato ad essere il manager dei Faces of Fear, Meng & Barbarian, ancora per svariati mesi prima che il team si sciogliesse nel 1998.
Nel 2002, Kevin Sullivan avrebbe fondato una nuova versione del Dungeon of Doom nella federazione indipendente USA Pro Wrestling. Questa incarnazione della stable comprendeva Gangrel, Luna Vachon, The Wall, Psycho Sam Dudley e "Hardrock" Ken Sweeney.

## Membri
- The Master (1995)
- The Taskmaster (1995-1997)[10]
- Kamala (1995)
- The Shark (1995-1996)
- The Zodiac (1995-1996)
- Big Van Vader (1995)
- The Giant (1995-1996)
- Meng (1995-1997)
- The Yeti (1995)
- Jimmy Hart (manager) (1995-1997)[1]
- Lex Luger (1995-1996)
- Hugh Morrus (1995-1997)
- One Man Gang (1996)
- The Barbarian (1996-1997)
- Loch Ness (1996)
- Z-Gangsta (1996)
- The Ultimate Solution (1996)
- Maxx (1996-1997)
- Big Bubba (1996)
- Braun The Leprechaun (1996)
- Konnan (1996-1997)
- Jacqueline (valletta) (1997)

## Titoli e riconoscimenti
- World Championship Wrestling
  - WCW World Heavyweight Championship (2) – The Giant
  - WCW United States Heavyweight Championship (1) – One Man Gang
  - WCW World Television Championship (2) – Lex Luger
  - WCW World Tag Team Championship (1) – Lex Luger

- Wrestling Observer Newsletter awards
  - Worst Feud of the Year (1995)  vs. Hulk Hogan